# Galapacanuella beckeri
Galapacanuella beckeri is een eenoogkreeftjessoort uit de familie van de Canuellidae. De wetenschappelijke naam van de soort is voor het eerst geldig gepubliceerd in 1979 door Mielke.